# Victor Lind
Pour les articles homonymes, voir Lind.
Victor Lind, né le 12 juillet 2003 à Løgumkloster (en) au Danemark, est un footballeur danois qui évolue au poste d'avant-centre à l'IF Brommapojkarna.

## Biographie

### En club
Victor Lind est formé par le FC Midtjylland. En juin 2021, après une saison avec les U19 où il marque 16 buts en 19 matchs, Lind signe un nouveau contrat avec son club formateur, d'une durée de cinq ans.
Il est lancé dans le monde professionnel lors d'une rencontre de tour préliminaire de Ligue des champions face au Celtic Glasgow. Il est l'auteur d'une prestation convaincante alors que son équipe se qualifie pour le tour suivant.
Le 19 décembre 2021, Lind prolonge son contrat avec le FC Midtjylland jusqu'en décembre 2026.
Le 29 janvier 2023, Victor Lind est prêté pour une saison en Suède, à l'IFK Norrköping, soit jusqu'à la fin de l'année 2023,.
Le 13 janvier 2025, lors du mercato hivernal, Victor Lind quitte définitivement le FC Midtjylland et rejoint l'IF Brommapojkarna pour un contrat courant jusqu'en décembre 2027.

### En sélection
Victor Lind est sélectionné avec l'équipe du Danemark des moins de 17 ans de 2019 à 2020. Il se fait notamment remarquer dans cette catégorie, en réalisant un triplé face à la Grèce, permettant à son équipe de s'imposer (2-3) le 16 janvier 2020, puis en étant l'auteur d'un doublé contre la France, le 27 février suivant (victoire 2-3 des Danois).

## Palmarès
FC Midtjylland
- Coupe du Danemark
  - Vainqueur en 2022.